# Emiliano Álvarez López
Jesús Emiliano Álvarez López (Ciudad de México, 6 de marzo de 1983) es un político mexicano, miembro del partido Morena. Desde el 2 de septiembre de 2024 se desempeña como diputado federal por el distrito 1 de la Ciudad de México.

## Biografía
Es licenciado en Política y Gestión Social por la Universidad Autónoma Metropolitana (UAM) y cuenta con estudios de diplomados en Políticas Sociales Urbanas; y en Evaluación de programas públicos del gobierno del Distrito Federal. Durante sus estudios en la UAM fue consejero estudiantil y activista político.
En 2007 fue asesor del Consejo para Prevenir y Erradicar la Discriminación en el Distrito Federal, en 2008 coordinador en la Secretaría de Desarrollo Social del Distrito Federal, en 2009 coordinador regional en el Instituto de la Juventud del Distrito Federal, y de 2010 a 2011 titular de la Oficina de Seguimiento y Comunicación Social del Instituto del Deporte del Distrito Federal.
En 2012 fue coordinador de Morena Jóvenes y Estudiantes y de 2012 a 2015 fue vicepresidente del Consejo Estatal de MORENA en el Distrito Federal y consejero nacional y estatal del partido. En las elecciones federales de 2015 fue postulado candidato de Morena a diputado federal por el Distrito 6 del Distrito Federal. Logró el triunfo al recibir el 28.53% de los votos, frente al 20.55% de Ricardo Ríos Garza, candidato del PRD y el PT y resultó por tanto elegido a la LXIII Legislatura que tuvo término en 2018. En la LXIII Legislatura fue secretario de la comisión de Deporte; e integrante de las comisiones de Justicia; de Protección Civil; y, de Seguimiento a la construcción del nuevo Aeropuerto de Ciudad de México.
Posteriormente ocupó el cargo de coordinador general de Participación Ciudadana del gobierno de la Ciudad de México. En las elecciones federal de 2024 fue candidato a diputado federal por el Distrito 1 de la Ciudad de México siendo candidato propietario César Cravioto Romero, siendo postulados por la coalición Sigamos Haciendo Historia. Resultaron ganadores de la elección, recibiendo el 65.12% de los votos, siendo elegidos para la LXVI Legislatura que tendrá su periodo de 2024 a 2027.
Tomó protesta como diputado el 2 de septiembre de 2024 una vez que el titular de la curúl César Cravioto Romero solicitó licencia el día anterior para unirse al gabinete de la jefa de gobierno electa Clara Brugada como secretario de Gobierno. 